# أوجهام

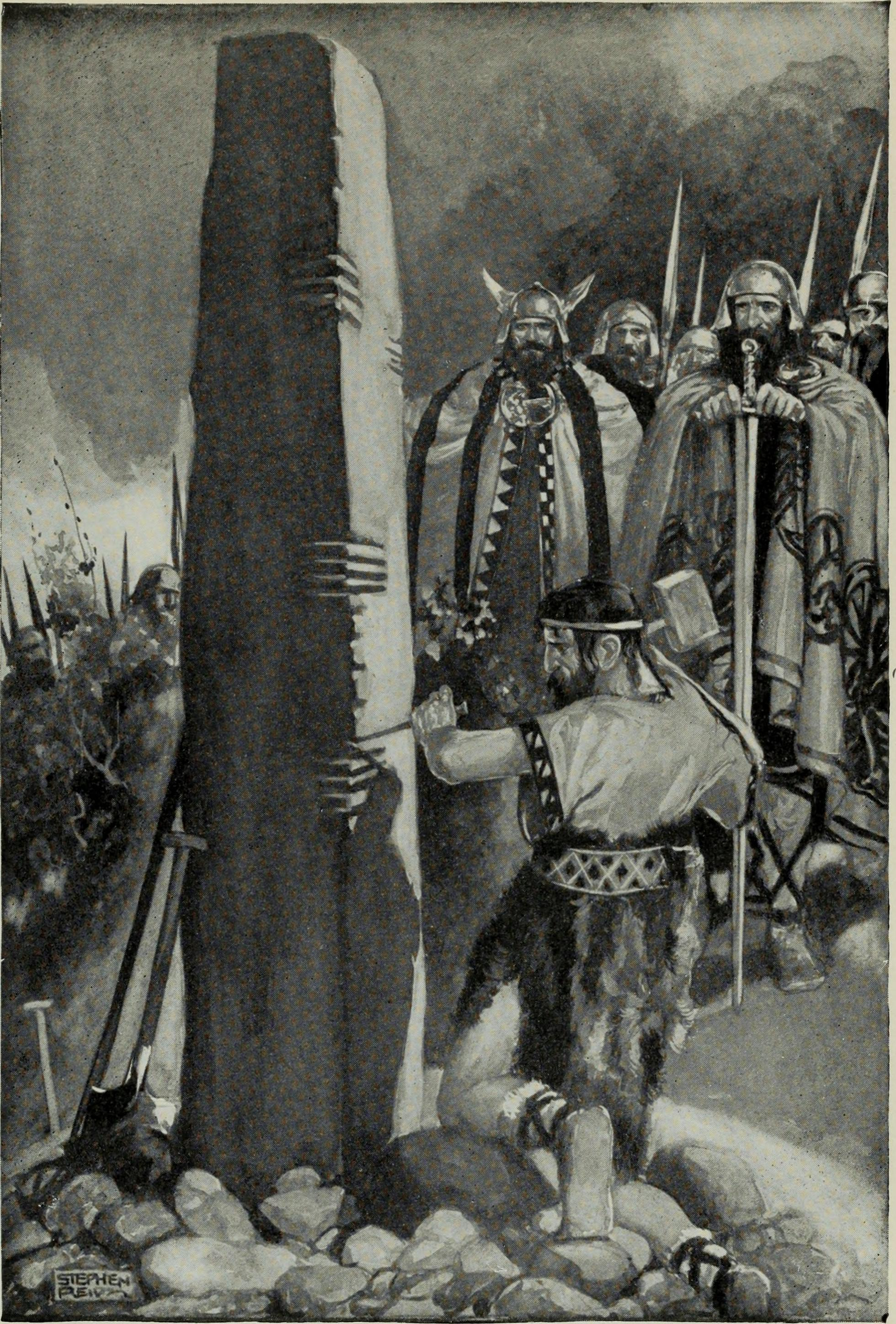
نحت رسائل أوغام في عمود حجري - رسم توضيحي لستيفن ريد (1873-1948)، في: أساطير وأساطير سباق سلتيك بقلم تي دبليو روليستون (1857-1920)، نُشر عام 1911، ص. 288

الأوجهام هي أبجدية من العصور الوسطى المبكرة استخدمت في المقام الأول لكتابة اللغة الأيرلندية المبكرة (في النقوش "الأرثوذكسية"، من القرن الرابع إلى القرن السادس الميلادي)، ولاحقًا اللغة الأيرلندية القديمة (أوغام المدرسية، القرنين السادس إلى التاسع). يوجد ما يقرب من 400 نقش أرثوذكسي على الآثار الحجرية في جميع أنحاء أيرلندا وغرب بريطانيا، ومعظمها في جنوب مونستر. يوجد أكبر عدد خارج أيرلندا في بيمبروكشاير، ويلز. 